# Kanton Annemasse-Sud
Der Kanton Annemasse-Sud war von 1860 bis 2015 ein französischer Wahlkreis im Département Haute-Savoie. Er umfasste den südlichen Teil der Stadt Annemasse und fünf weitere Gemeinden. Die landesweiten Änderungen in der Zusammensetzung der Kantone brachten im März 2015 seine Auflösung.

## Gemeinden
| Gemeinde               | Einwohner Jahr | Fläche km² | Bevölkerungsdichte | Code INSEE | Postleitzahl |
| ---------------------- | -------------- | ---------- | ------------------ | ---------- | ------------ |
| Annemasse              | 34.261 (2013)  | 5,0        | 6852 Einw./km²     | 74012      | 74100        |
| Arthaz-Pont-Notre-Dame | 1351 (2013)    | 6,0        | 225 Einw./km²      | 74021      | 74380        |
| Bonne                  | 3135 (2013)    | 8,6        | 365 Einw./km²      | 74040      | 74380        |
| Étrembières            | 2172 (2013)    | 5,4        | 402 Einw./km²      | 74118      | 74100        |
| Gaillard               | 11.723 (2013)  | 4,0        | 2931 Einw./km²     | 74133      | 74240        |
| Vétraz-Monthoux        | 7781 (2013)    | 7,1        | 1096 Einw./km²     | 74298      | 74100        |

(Von Annemasse gehört nur ein Teilbereich zum Kanton)